# Andrzej Lasota (matematyk)
Andrzej Aleksander Lasota (ur. 11 stycznia 1932 roku w Warszawie, zm. 28 grudnia 2006 w Katowicach) – polski matematyk.

## Kariera naukowa
Andrzej Lasota zdał egzamin dojrzałości w Państwowej  Szkole Ogólnokształcącej Stopnia Licealnego im. I. Paderewskiego w Poznaniu. Zaraz po maturze w 1951 wrócił do Krakowa i rozpoczął studia fizyczne na Uniwersytecie Jagiellońskim. Po dwóch latach zmienił kierunek studiów na matematykę. Powodem tej zmiany była osobowość znakomitego matematyka, profesora Tadeusza Ważewskiego, który studentom fizyki Uniwersytetu Jagiellońskiego wykładał analizę matematyczną, ukazując jej fizykalne i przyrodnicze treści.
Pracę magisterską napisał w 1955 pod kierunkiem Tadeusza Ważewskiego. Doktoryzował się w 1960 w Instytucie Matematycznym Polskiej Akademii Nauk. Promotorem dysertacji O pewnym  problemie granicznym dla równania struny drgającej był profesor Tadeusz Ważewski.
Habilitował się cztery lata później na Wydziale Matematyki, Fizyki i Chemii Uniwersytetu Jagiellońskiego na podstawie rozprawy O istnieniu i jednoznaczności rozwiązań nieliniowych równań różniczkowych i całkowych.  Wyniki zawarte w rozprawie habilitacyjnej zostały opublikowane w  Biuletynie PAN.
Profesor Lasota awansował zawodowo i naukowo, zostając kolejno:
- profesorem nadzwyczajnym nauk matematycznych w 1972 roku, a w 1979 profesorem zwyczajnym;
- członkiem korespondentem Polskiej Akademii Nauk w 1983, członkiem rzeczywistym w 1994[2];
- członkiem korespondentem Polskiej Akademii Umiejętności był od roku 1997, członkiem czynnym tej Akademii od roku 2001.

W roku 1976 Andrzej Lasota przeniósł się z Krakowa na Uniwersytet Śląski. Wykładał tam od roku 1955 do 2003, a w latach 1972–1975 pełnił funkcję dziekana Wydziału Matematyki, Fizyki i Chemii UJ. Ponadto w latach 1970–1976 pełnił funkcję kierownika Zakładu Rachunku Prawdopodobieństwa.
Profesor współpracował z wieloma ośrodkami naukowo–badawczymi:
- z Instytutem Maszyn Matematycznych w Krakowie (w latach 1967–1968), gdzie pełnił funkcję kierownika pracowni;
- z Uniwersytetem Marii Curie-Skłodowskiej – jako profesor zwyczajny w latach 1986–1988;
- z Instytutem Matematycznym PAN, z którym był związany od roku 1956 najpierw jako asystent, potem adiunkt, a w latach 1995–2006 jako profesor zwyczajny.

## Wyniki
- podanie związku pomiędzy istnieniem i jednoznacznością rozwiązań (jednoznaczność implikuje istnienie) dla nieliniowych równań różniczkowych zwyczajnych, cząstkowych i całkowych[3];
- sformułowanie twierdzenia o funkcjach uwikłanych dla funkcji nieróżniczkowalnych oraz podanie zastosowań tego twierdzenia w dowodach istnienia rozwiązań problemów brzegowych i rozwiązań okresowych  równań różniczkowych zwyczajnych;
- wykazanie, że w przestrzeniach Banacha istnienie rozwiązań równań różniczkowych o prawej stronie ciągłej jest własnością generyczną  (współautor: James A. Yorke);
- rozwiązanie problemu Ulama dotyczącego istnienia miary niezmienniczej dla  transformacji kawałkami monotonicznych;
- uzyskanie  w teorii operatorów nieliniowych  odpowiednika alternatywy Fredholma;
- podanie oryginalnej metody funkcji dolnej w teorii operatorów Markowa, która jest mocnym narzędziem badania asymptotycznej stabilności operatorów Markowa;
- zbadanie asymptotycznej stabilności operatorów Markowa działających na miarach i opisanie nowej klasy zbiorów, które nazwał semifraktalami; współautorami tych rezultatów byli J. A. Yorke i J. Myjak[4].
- stworzenie podstaw teorii chaosu dla równań różniczkowych cząstkowych pierwszego rzędu,
- zbudowanie modelu, który opisuje proces reprodukcji krwinek (współautor doc. Maria Ważewska-Czyżewska)[5][6].

## Nagrody, wyróżnienia, tytuły honorowe
- nagroda PTM im. Stanisława Zaremby (1967)
- nagroda Naukowa Wydziału III PAN (1969)
- nagroda Sekretarza Naukowego PAN (1974)
- nagroda PTM z dziedziny zastosowań matematyki (1974)
- wykład sekcyjny na Międzynarodowym Kongresie Matematyków w Warszawie (1983)[7]
- tytuł doktora honoris causa Uniwersytetu Śląskiego (2001)[8]
- Medal im. Wacława Sierpińskiego (2002)

## Członkostwo
- Komitet Matematyki Polskiej Akademii Nauk;
- Rada Naukowa Instytutu Matematycznego PAN;
- Redaktor Naczelny serii matematycznej Biuletynu Polskiej Akademii Nauk;

### Członkostwo w komitetach redakcyjnych czasopism
- Annales Polonici Mathematici,
- Commentationes Mathematicae,
- Rivista di Matimatica Pura ed Applicata,
- Dynamics Reported,
- Journal of the European Mathematical Society.

Został pochowany na cmentarzu Rakowickim w Krakowie. Uniwersytet Śląski w Katowicach uruchomił cykl wykładów im. profesora Andrzeja Lasoty.